# Luminous (raccolta di racconti)
Luminous è una raccolta di racconti di fantascienza di Greg Egan del 1998.

## Racconti
Luminous contiene i seguenti racconti:
1. Pagliuzze
2. Eva Mitocondriale
3. Luminous
4. Mister Voglio
5. Nel suo bozzolo
6. I sogni del trasferimento
7. Fuoco d'Argento
8. I miei motivi per stare allegro
9. Nostra Signora di Chernobyl
10. Il Tuffo di Planck

## Edizioni
- Greg Egan, Luminous, collana Urania n° 1412, Arnoldo Mondadori Editore, 2001.